# Benny Andersson (ishockeyspelare)
Benny Andersson, född 12 maj 1949, är en svensk före detta ishockeyspelare som var en framgångsrik målskytt i Färjestads BK under 1970-talet. 
Han spelade i samma kedja som Ulf Sterner från säsongen 1970/1971 till säsongen 1972/1973. Han spelade en säsong under 1970-talet för Bofors IK men var sedan tillbaka i Färjestads BK. Han spelade sin sista säsong för Färjestad i Elitserien säsongen 1979/1980.